# Шлинк, Эдмунд
Э́дмунд Шли́нк (нем. Edmund Schlink, 6 марта 1903 года, Дармштадт — 20 мая 1984 года, Хайдельберг, Германия) — немецкий лютеранский теолог, идеолог экуменизма. Профессор систематического богословия в Гейдельбергском университете. Первоначально получил психологическое образование. Затем обучился теологии под началом Карла Барта. Активный участник Исповедующей церкви.
Сын Эдмунда Бернхард стал профессором конституционного права и известным писателем.
Автор трудов: «Учение о Крещении», «Теология лютеранских конфессий», «После собора», «Грядущий Христос и Грядущая Церковь», «Речь Победителя»